# Сіговілл (Техас)
Сіговілл (англ. Seagoville) — місто (англ. city) в США, в округах Даллас і Кофман штату Техас. Населення — 18 446 осіб (2020).

## Географія
Сіговілл розташований за координатами 32°39′12″ пн. ш. 96°32′42″ зх. д. / 32.65333° пн. ш. 96.54500° зх. д. (32.653383, -96.545058).  За даними Бюро перепису населення США в 2010 році місто мало площу 49,16 км², з яких 48,38 км² — суходіл та 0,78 км² — водойми.

## Демографія
Згідно з переписом 2010 року, у місті мешкало 14 835 осіб у 4192 домогосподарствах у складі 3176 родин. Густота населення становила 302 особи/км².  Було 4551 помешкання (93/км²).
Расовий склад населення:
| - 67,2 % — білих - 16,8 % — чорних або афроамериканців - 1,0 % — корінних американців - 0,5 % — азіатів - 11,7 % — осіб інших рас |

До двох чи більше рас належало 2,8 %. Частка іспаномовних становила 32,7 % від усіх жителів.
За віковим діапазоном населення розподілялося таким чином: 26,9 % — особи молодші 18 років, 64,5 % — особи у віці 18—64 років, 8,6 % — особи у віці 65 років та старші. Медіана віку мешканця становила 33,7 року. На 100 осіб жіночої статі у місті припадало 121,6 чоловіків;  на 100 жінок у віці від 18 років та старших — 132,3 чоловіків також старших 18 років.
Середній дохід на одне домашнє господарство  становив 55 751 долар США (медіана — 43 641), а середній дохід на одну сім'ю — 57 583 долари (медіана — 42 648). Медіана доходів становила 32 418 доларів для чоловіків та 35 820 доларів для жінок. За межею бідності перебувало 15,8 % осіб, у тому числі 21,0 % дітей у віці до 18 років та 6,5 % осіб у віці 65 років та старших.
Цивільне працевлаштоване населення становило 5533 особи. Основні галузі зайнятості: освіта, охорона здоров'я та соціальна допомога — 16,7 %, науковці, спеціалісти, менеджери — 13,2 %, будівництво — 12,2 %.